# 八幡諒
八幡 諒（やわた りょう、1月8日 - ）は、日本の男性声優。鳥取県出身。アーツビジョン所属。

## 人物
日本ナレーション演技研究所出身。
特技は小噺。
方言は米子弁。

## 出演

### テレビアニメ
2018年
- ゾンビランドサガ（観客2）

2019年
- 荒野のコトブキ飛行隊（黒マスク）
- 川柳少女（通行のおじさん）
- 通常攻撃が全体攻撃で二回攻撃のお母さんは好きですか?

2020年
- あひるの空（男子生徒）
- ゴールデンカムイ（観客、兵士たち、ロシア皇帝）

2021年
- ミュークルドリーミー（石川清右衛門）

2022年
- スローループ（釣り大会客）
- 名探偵コナン（警官）
- クレヨンしんちゃん（観客E）
- 異世界おじさん（村人）

2023年
- 転生貴族の異世界冒険録〜自重を知らない神々の使徒〜（グリム）
- 忍たま乱太郎（とある城の兵）
- オーバーテイク!（バス運転手おじいちゃん）

2024年
- 精霊幻想記2（騎士たち、兵士、騎士）

2025年
- 神椿市建設中。（市民A、通行人）

### 劇場アニメ
- ANEMONE/交響詩篇エウレカセブン ハイエボリューション（2018年）
- クレヨンしんちゃん 激突! ラクガキングダムとほぼ四人の勇者（2020年、ラクガキ兵士）

### Webアニメ
- あたしンちNEXT（2024年、生徒〈ガヤ〉、神輿の一団）

### ゲーム
- 白と黒のアリス -Twilight line-（2018年）
- SDガンダム バトルアライアンス（2022年、ジオン残党兵A、ホワイトファング兵、鉄華団員A、敵軍一般兵B）

### ドラマCD
- Petal Royaume-The second Story-
- 春待つ僕ら デザートSPバージョン

### オーディオブック
- きいろいゾウ

### 吹き替え

#### ドラマ
- アンカット・ダイヤモンド